# Rue Jean-Baptiste-Pigalle
Pour la nouvelle de Georges Simenon, voir Rue Pigalle (nouvelle).
La rue Jean-Baptiste-Pigalle, anciennement rue Pigalle, est une voie du 9e arrondissement de Paris.

## Situation et accès
Longue de 583 mètres, la rue débute au 18, rue Blanche et finit au 9, place Pigalle. Elle est en sens unique dans le sens sud-nord.
Le quartier est desservi, au nord, par les lignes 2 et 12 à la station Pigalle et, au sud, par la ligne 12 à la station Trinité - d'Estienne d'Orves.

## Origine du nom

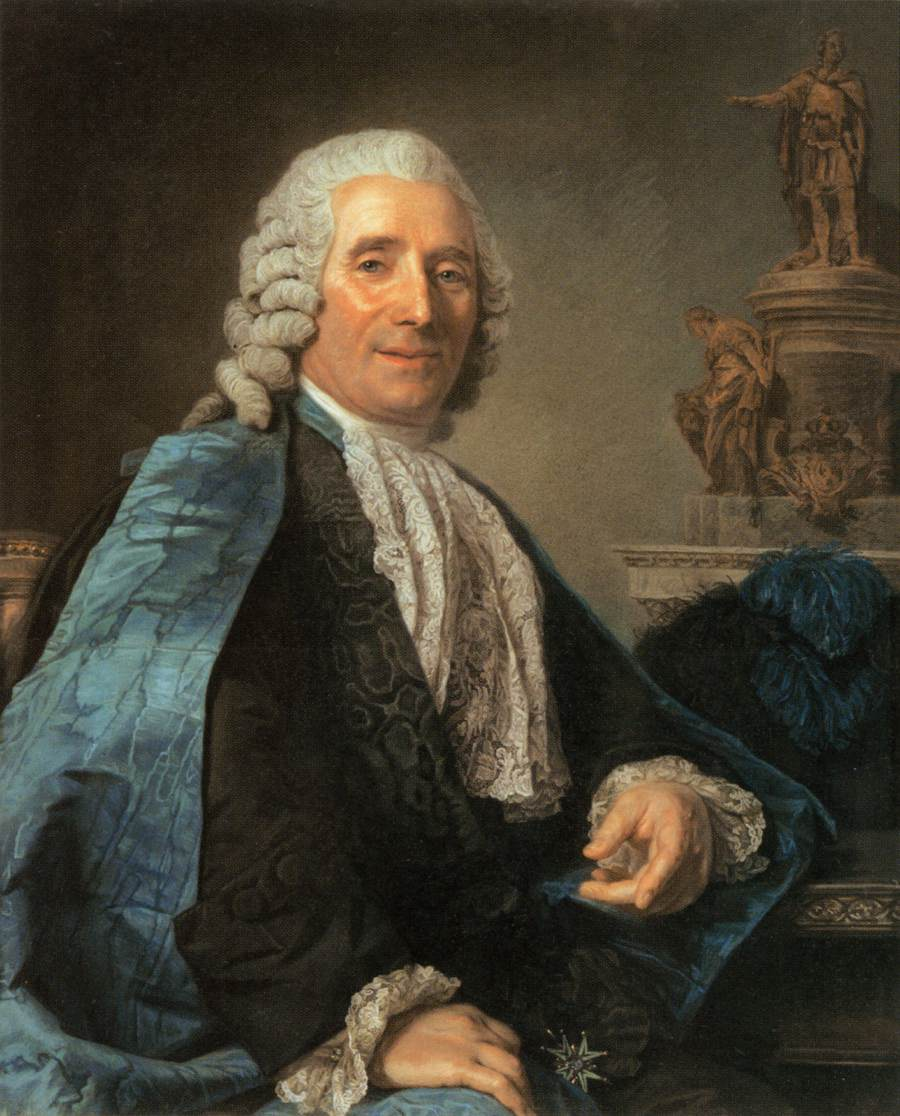
Jean-Baptiste Pigalle.

La rue tient son nom du sculpteur Jean-Baptiste Pigalle (1714-1785).

## Historique
Au XVIIe siècle, Montmartre est séparée de Paris par de vastes terrains cultivés. La butte n’est, principalement, accessible que par trois voies : les rues actuelles de Clichy, des Martyrs et de Clignancourt. Lorsque les premières maisons furent construites au bas de la côte, deux sentiers sont tracés afin de raccourcir le trajet menant à l’abbaye : les rues Blanche et Pigalle.
La rue Pigalle prend d’abord le nom des lieux-dits qu’elle traverse : chemin ou sente qui conduit du château des Porcherons à la chapelle des Martyrs, chemin du Désert, chemin des Dames et rue dite de la Cochonnerie et présentement rue Royale.  
Elle apparaît sous forme de chemin sur le plan d'Albert Jouvin de Rochefort en 1672.
Sur les plans du XVIIIe siècle (plan de Roussel, plan de Turgot, plans de Jaillot), elle est indiquée sous le nom de « rue Royale ». À cette époque, seule la partie sud, vers la rue Blanche, est urbanisée, le reste n'étant encore qu'un chemin menant vers Montmartre.
Le 18 nivôse an VIII (8 janvier 1800), il est décidé que la voie soit renommée « rue du Champ-de-Repos ». Mais ce vœu n'est pas suivi d'effet. Le 22 du même mois, il est décidé d'appeler la voie « rue de l'An VIII ». Finalement dans le courant de l'an X (1803), elle est renommée « rue Pigalle ».
Le nom de cette voie a été modifié par l’arrêté municipal du 1er avril 1993 en ajoutant son prénom au nom de l’artiste : la « rue Pigalle » devenant la « rue Jean-Baptiste-Pigalle », ce qui a eu pour effet de moins associer cette voie à ce qu'il est convenu d’appeler « Pigalle », c’est-à-dire un quartier chaud, centré sur la place Pigalle qui a gardé son nom.
C'est également par ajout du prénom que la rue Catherine-de-La-Rochefoucauld, « jumelle » topographique de la rue Jean-Baptiste-Pigalle, fut renommée en 2020.

## Bâtiments remarquables, et lieux de mémoire

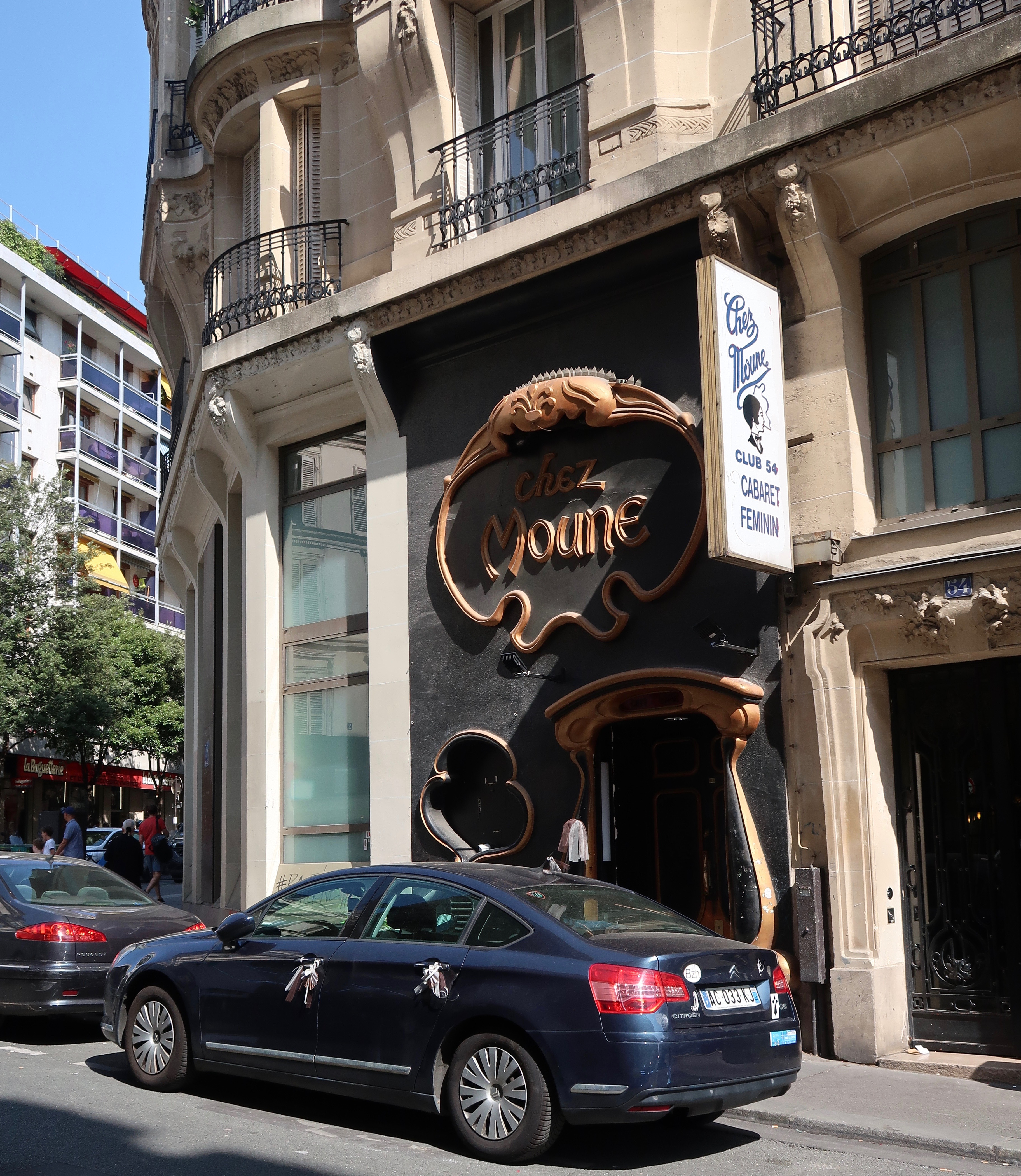
Chez Moune.

- Le couple de chanteurs Chantal Goya et Jean-Jacques Debout a habité rue Pigalle de 2007 à 2020[3],[4],[5].
- No 2 : le philosophe Maxime David (1885-1914) y est né.
- No 6 : au milieu du XIXe siècle, Euphémie Vauthier y fonde avec son mari une institution et pension de jeunes filles.
- No 7 : en 1883, le peintre Eugène Berthelon (1829-1916), de l'École de Barbizon, demeura à cette adresse jusqu'en 1887[6].
- No 12 : à la fin de sa vie, l'écrivain Eugène Scribe y fit construire son hôtel particulier, y plaça en  1857 six panneaux peints muraux retraçant sa vie, commandés à Jules Héreau[7], et y mourut le 20 février 1861.
- No 14 : le cabaret Fred Payne's Bar dans les années 1930[8].

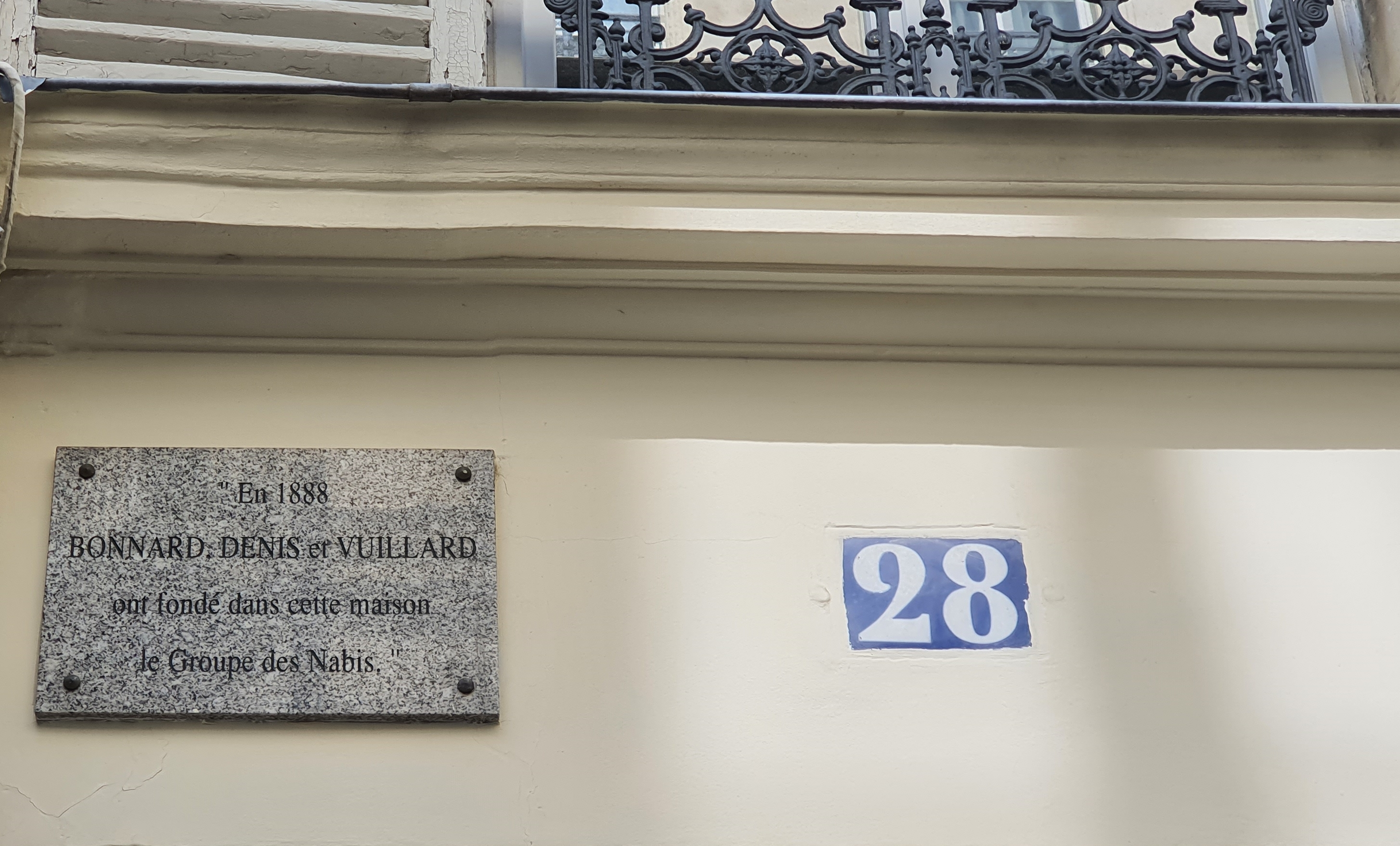
Plaque au no 28.

- No 18 : Studio Pigalle, créé dans les années 1950.
- No 28 : les peintres Pierre Bonnard, Édouard Vuillard et Maurice Denis y partagèrent un atelier dans les années 1890[9]. Ils y fondèrent le groupe des nabis. Une plaque commémorative leur rend hommage.

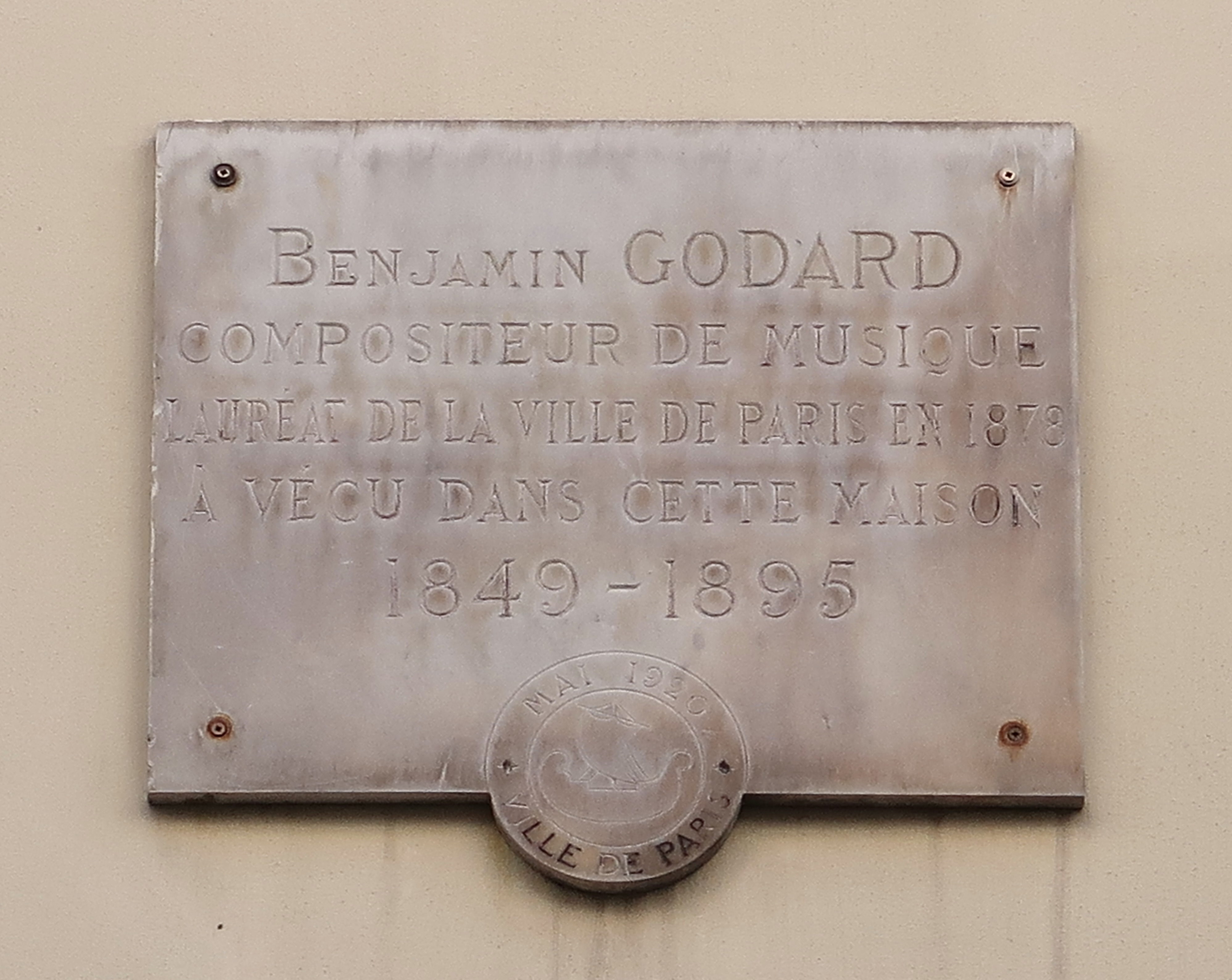
Plaque au no 34.

- No 34 : le compositeur Benjamin Godard (1849-1895) y vécut ; une plaque lui rend hommage.
- No 37 : le peintre Frank-Will (1900-1950) y vécut.
- No 44 : l'architecte Pierre Humbert y vécut.
- No 45 : la chanteuse Fréhel y meurt le 3 février 1951. L'immeuble est alors un hôtel de passe.
- No 52 : le cabaret Le Grand Duc, dirigé par Eugene Bullard où se produit Florence Emery Jones, Ada « Bricktop » Smith y fait ses débuts en France (en remplacement de Jones) avant d'ouvrir son propre cabaret, The Music Box, dans la même rue en 1926.
- No 54 : emplacement de L'Heure bleue, un cabaret russe où jouait Django Reinhardt et repaire de collaborateurs pendant l'occupation de Paris sous la Seconde Guerre mondiale. Dans les années 1950, il est repris par Monique Carton, dite Moune. Elle crée alors le cabaret féminin Chez Moune.
- No 55 : Juliette Drouet y vécut, rejointe en 1874 par son amant Victor Hugo.
- No 58 : ici se trouvait le cabaret Les Tréteaux de Tabarin qui deviendra la Boîte à Fursy, puis le cabaret de La Lune rousse en 1914.
- No 59 : le cabaret de nuit Caprice dans les années 1940.
- No 59 bis : le cabaret dansant  Floresco, « la bonbonnière de Paris » dans les années 1930.
- No 62 : Étienne Carjat y eut son atelier. Adresse de la boîte de jazz La Roulotte, renommée un moment Chez Django Reinhardt.
- No 66 : Ada « Bricktop » Smith y transfère son cabaret, devenu Chez Bricktop, en 1929 où Edith Wilson, Ruth Virginia Bayton et Zaidee Jackson se produisent. Pendant l'Occupation, il porte le nom de « cabaret Monico »[10], puis le Sphinx, le James Paladium et le New Moon[11].
- No 67 : emplacement « du cimetière de la rue Royale » dépendant de la paroisse Saint-Roch, au lieu-dit « la Cochonnerie »[12].
- Nos 69-71 : ancien relais de poste à chevaux de la famille de Claude Gaspard Dailly, détruit en 1960, avec abreuvoir dans la cour. Remise pour voitures de luxe. L'abreuvoir subsiste dans le jardin privé de cette résidence privée.
- No 73 : dans cet immeuble résida Maurice Ravel de 1886 à 1896, période où il étudia la musique au Conservatoire de Paris.
- Par ailleurs, une chanson au moins évoque cette rue : Elle fréquentait la rue Pigalle, de Louis Maitrier et Raymond Asso, interprétée notamment par Édith Piaf et Lucienne Delyle.

## Iconographie
- Reportage photographique de cette rue par Émile Savitry en 1938.